# Beriev A-50
O Beriev A-50 (OTAN "Mainstay") é uma aeronave soviética de Sistema Aéreo de Alerta e Controle baseada no avião cargueiro Ilyushin Il-76. Desenvolvido para substituir o obsoleto Tupolev Tu-126 "Moss", o A-50 voou pela primeira vez em 1978. Entrou em serviço em 1984, com cerca de 40 aeronaves produzidas até 1992.

## Descrição

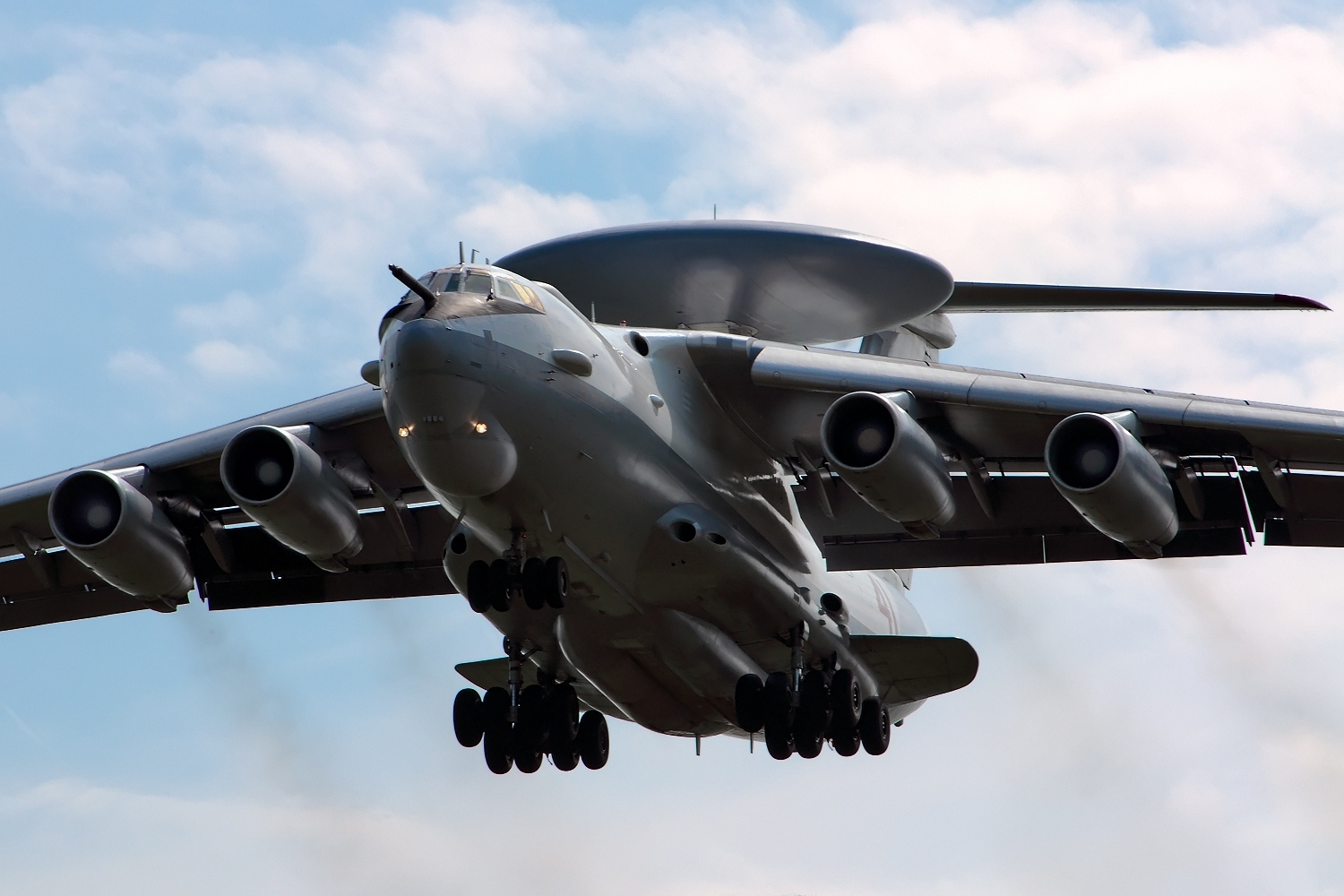
A-50 da Força Aérea Russa

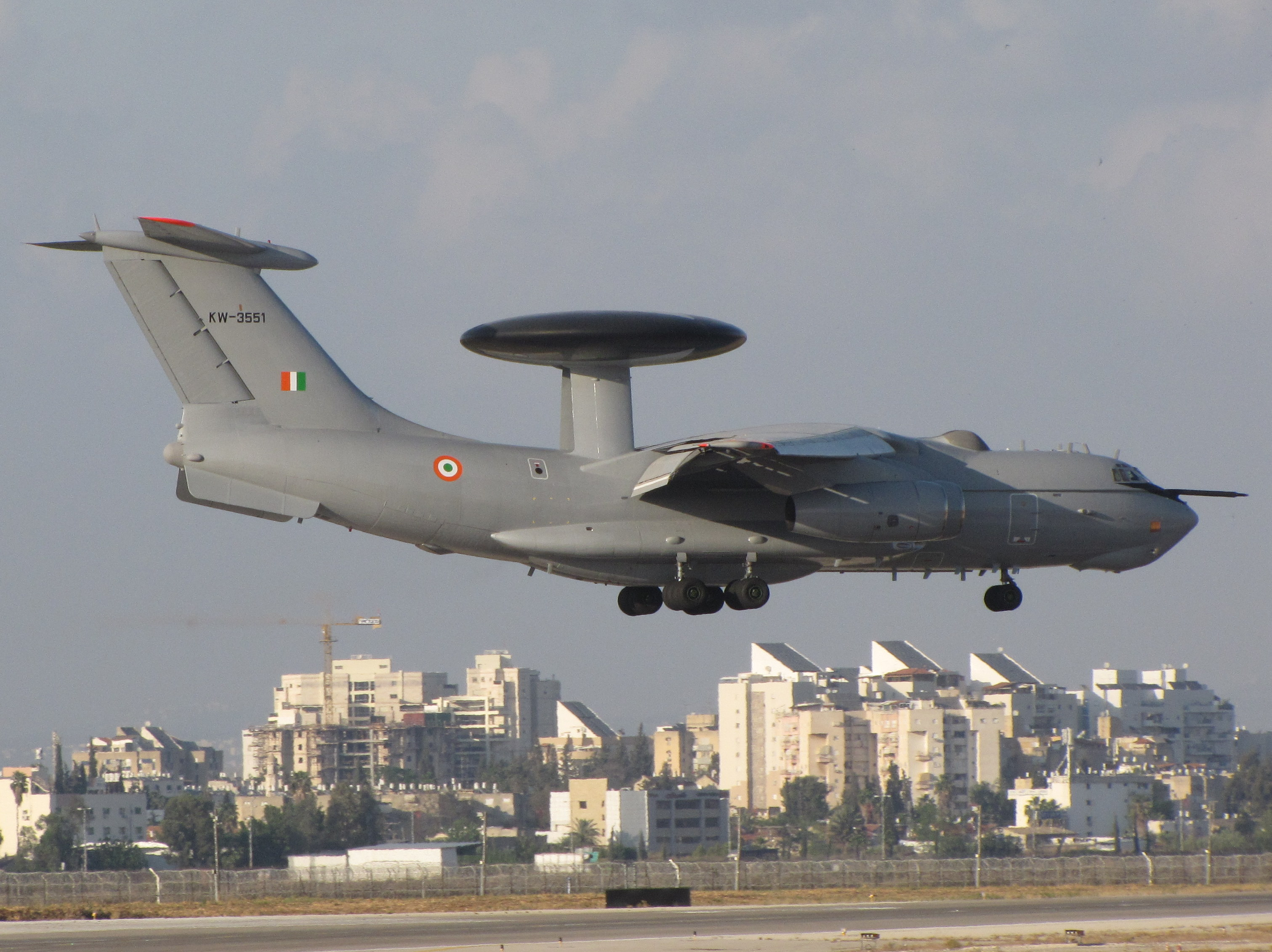
Beriev A-50EI Mainstay da Força Aérea da Índia

A tripulação de 15 pessoas para a missão deriva dos dados de sua grande antena de vigilância radar sobre a fuselagem do tipo rotodome, que possui um diâmetro de 9,00 m.[carece de fontes?]
O A-50 pode controlar até 10 caças tanto para interceptação ar-ar como missões de ataque ar-terra. O A-50 é capaz de voar por 4 horas a 1000 km de sua base no peso máximo de decolagem. A aeronave pode também ser reabastecida por aeronaves tanque, como o Il-78.
O radar "Vega-M" foi projetado pela MNIIP, Moscou, e produzido pela Vega Radio Engineering Corporation.  O "Vega-M" é capaz de rastrear até 50 alvos simultaneamente em um raio de 230 quilômetros. Alvos grandes, como navios, podem ser rastreados de uma distância de 400 km.[carece de fontes?]
Após completar os testes, a Beriev entregou sua primeira aeronave AEW&C atualizada para a Força Aérea Russa. A aeronave, '47 Red'/RF-92957 foi entregue nas instalações da Beriev em Taganrog, no dia 31 de Outubro de 2011. Foi aceita por uma tripulação servindo o 2457º Aviabaza Boevogo Primeneniya Samolotov Dalnego Radiolokatsionnogo Obnaruzheniya (Base de Aviação para Operações de Combate de Aeronaves de Sistema Aéreo de Alerta e Controle) em Ivanovo Severny, que é a única base utilizando operacionalmente o A-50. O 2457º opera um total de 16 aeronaves. Uma segunda aeronave, o '33 Red' foi atualizado e entregue em 2012. Estes são os únicos dois modelos de produção atualizados até Janeiro de 2012, mas a Beriev está antecipando pedidos futuros.
O trabalho do desenvolvimento do A-50U iniciou alguns anos atrás e os testes foram iniciados em 10 de Setembro de 2008, usando o A-50 '37 Red' da Força Aérea Russa como protótipo. O principal elemento da modernização envolve substituir os equipamentos analógicos desatualizados com novos aviônicos digitais disponibilizados pela Vega Radio Engineering Corporation. Melhorias notáveis também estão incluídas, tais como processamento mais rápido de dados, sinal de rastreio melhorado e detecção melhorada de alvo. Instalações para descanso da tripulação, galley e banheiros também foram colocados.
Estas melhorias foram a base do conceito para o Beriev A-100 AEW&C. A configuração será similar ao A-50U, mas com um novo radar Vega Premier com varredura eletrônica ativa. O A-100 tem direcionamento eletrônico em elevação, ao contrário das versões anteriores do A-50, que tem a antena digitalizada mecanicamene em 20° de elevação, mas o digitalização em azimute é mecânica, a exemplo do E-2D Hawkeye que segue a mesma configuração, com uma volta a cada 5 segundos, o que confere boa capacidade de rastrear alvos voando rápido, a meta de detecção do Vega Premier é de 600km para 1m².
A-50A rastreia de 50 a 60 alvos com meta de detecção de aproximadamente 220km para 1m². A-50M rastreia 150 alvos, com meta de detecção de aproximadamente 250km para 1m². A-50U rastreia 300 alvos, com meta de detecção de aproximadamente 350km para 1m². A-50A mantém datalink direto com 12 caças, e orienta mais 15 por comando de voz. A-50M mantém datalink direto com 15 caças, e orienta mais 15 por comando de voz. A-50U mantém datalink direto com 25 caças, e orienta mais 15 por comando de voz. O A-50U também pode monitorar veículos em terra, com meta de detecção de 250km para uma coluna de blindados. Também detecta helicópteros pairando no ar(pela reflexão do rotor), em aproximadamente 100km de distância. O A-50U tem ótima capacidade ECCM, podendo operar em ambiente de contra-medidas eletrônicas densas. A substituição dos equipamentos analogicos pelos digitais no A-50U, permitiu reduzir muito o peso, e liberar espaço interno, melhorando o conforto para a tripulação.

## Versões
- A-50M – Versão russa modernizada com capacidade de reabastecimento em voo.[3]
- A-50U – Versão atualizada russa[4]
- Izdeliye-676[5] – Telemetria e rastreamento.
- Izdeliye-776[5] – Telemetria e rastreamento.
- Izdeliye-976 (SKIP)[5] – (СКИП – Самолетный Контрольно-Измерительный Пункт, Centro de Controle e Medida Aéreo) – Plataforma baseada no Il-76 para Controle de Alcance e Rastreamento de Mísseis. Inicialmente produzido para dar suporte aos testes do míssil Raduga Kh-55.Possui uma cobertura fixa de radar com outros equipamentos e cabine de comando com Glass Cockpit para o navegador, (Um protótipo e cinco aeronaves convertidas).
- Izdeliye-1076[5] – Aeronave de missões especiais com tarefas desconhecidas.
- A-50I – versão com um radar Israelense, projetado para a China, mas foi cancelado devido pressão dos Estados Unidos[carece de fontes?]
- A-50E/I – Com motores Aviadvigatel PS-90A-76, radar Israeli EL/W-2090 fabricado para a Força Aérea da Índia [6]
- KJ-2000 – Sistema projetado por chineses que utiliza a fuselagem do IL-76. O primeiro 3-AESA radar AEWC em serviço.

## Operadores
Rússia
- Força Aérea Russa – 26 А-50М em serviço[7] + 3 A-50U [8]

 União Soviética
- Força Aérea Soviética
- Forças de Defesa Aérea Soviética

 Índia
- Força Aérea da Índia
  - Esquadrão No. 50 da IAF, Estação da Força Aérea em Agra – 3 operacionais, com mais dois pedidos feitos à IAI para o sistema de radar EL/W-2090 AEW&C a ser montado no A-50 .

## Ligações Externas
- vectorsite.net Beriev A-50
- Spyflight.co.uk – Beriev A-50 Mainstay
- Aviation.ru A-50
- Red-stars.org – A-50 Mainstay
- Artigo fonte (em Russo)
- AEW Iraniano (em Persa)